# Salomé (énekesnő)
Salomé (született: Maria Rosa Marco, Barcelona, Spanyolország, 1943. június 21. –) spanyol énekesnő.

## Pályafutása
1969-ben részt vett a madridi Eurovíziós Dalfesztiválon és Vivo Cantando című dalával a négy győztes egyike volt. A másik három győztes a brit Lulu, a holland Lenny Kuhr és a francia Frida Boccara volt. A győztes dalt hét nyelven rögzítette. Az eredeti spanyolon kívül katalán, baszk, francia, német, olasz, angol és szerbhorvát nyelven.

## Diszkográfia
- S'en va anar / Si vols
- Esperame / Recuérdame / Puedo morir mañana / Cuando estoy contigo
- Puedo morir mañana / Esperaré
- La santa espina / Tot dansant
- Vivo Cantando / Amigos, amigos
- Una música / Tens la nit
- Dónde están / Déjame volver
- Com el vent / Les teves mans
- El jinete / ¿Sabes que tengo ganas?

## Külső hivatkozások
- Salomé az Internet Movie Database oldalain